# جنید نگارگر
جنید نگارگر، جنید نقاش، جنید سلطانی، یا جنید نقاش بغدادی، نگارگر عصر ایلخانی و آل جلایر است، که در بغداد به هنگام تسلط آل جلایر، به همراه دیگر هنرمندان ایرانی، از جمله میر علی تبریزی (مبدع خط نستعلیق)، به کتاب آرایی آثار ادبی فارسی مشغول بوده‌است.
اصول و اساس کار جنید، طراحی کامل و دقیق بود و این مسئله در کتاب خطی سلطان احمد که او نگارگری‌اش را بر عهده داشته به خوبی مشخص است.

## زندگی و آثار

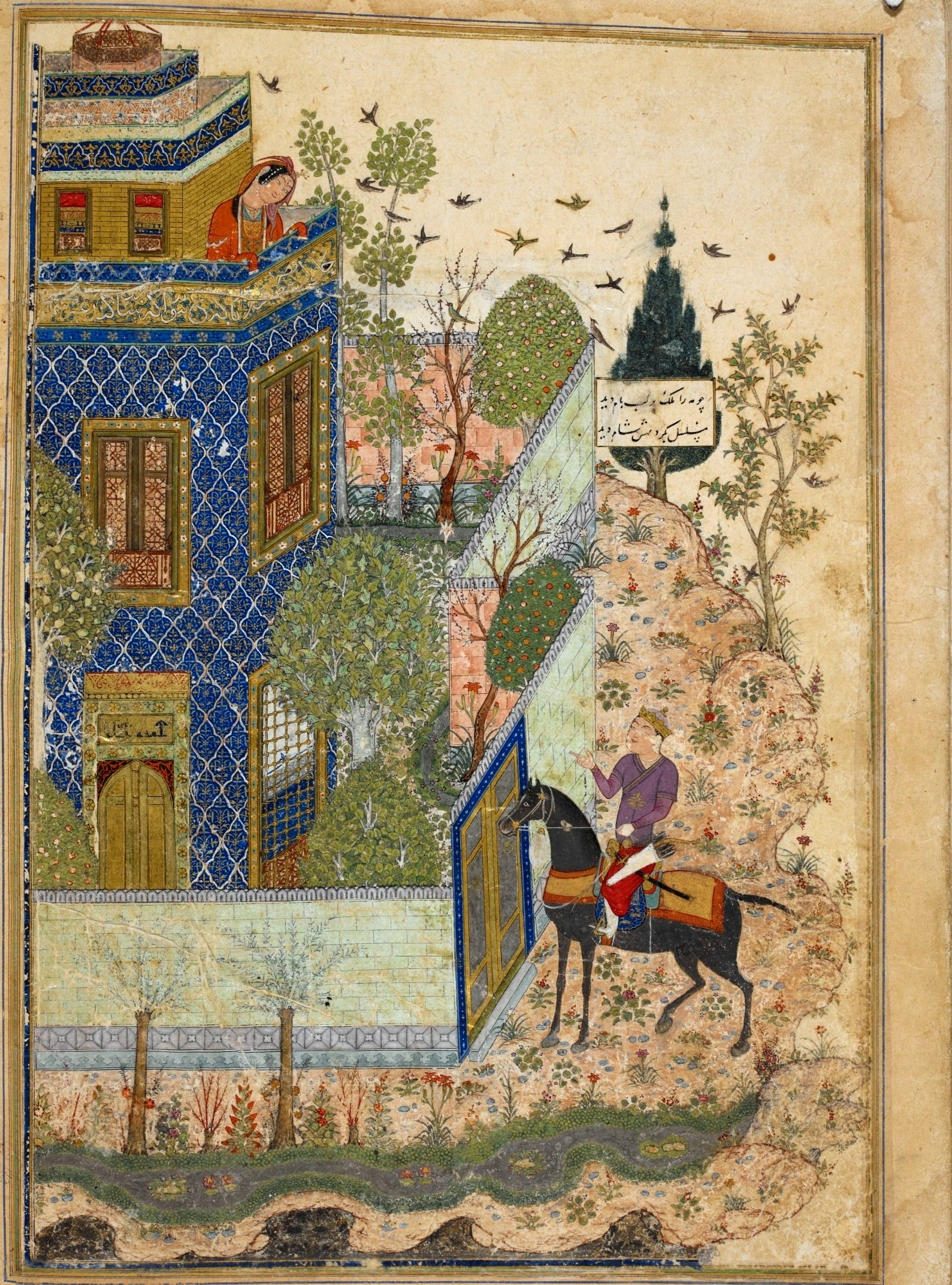
نگاره‌ای از نسخهٔ دیوان خواجوی کرمانی، رسیدن همای به در کاخ همایون، بغداد، ۷۹۹ ه‍. ق.

کهن‌ترین نوشته‌ای که از جنید نگارگر یاد کرده، مقدمهٔ دوست محمد هروی است بر مرقع بهرام میرزا، که در آن وی به عنوان نقاش برجستهٔ قرن هشتم (و اوایل قرن نهم) و شاگرد شمس‌الدین شیرازی معرفی شده‌است. وی که از اهالی شیراز بود، میانهٔ سالهای ۱۳۸۲ تا ۱۴۱۰ میلادی در کارگاه‌های کتاب‌آرایی بغداد فعالیت داشت. دیوان خواجوی کرمانی، به سال ۷۹۹ قمری در بغداد با همکاری جنید و میرعلی تبریزی تصویرگری و خوشنویسی شده‌است. این دیوان که از نمونه‌های برجستهٔ نگارگری پیش از عهد تیموری محسوب می‌گردد، هم‌اینک در موزهٔ بریتانیا نگهداری می‌شود، مشتمل بر نه نگاره‌است که دو تای آنها امضای جنید را داراست. به نظر می‌رسد جنید اولین نقاش ایرانی‌ست که آثار خود را امضا نموده. دیوانی از سلطان احمد جلایر در گالری فریر واشینگتن، مشتمل بر تصویرگری‌های رقم‌دار جنید و نگاره‌هایی منسوب به عبدالحی موجود است، که به تاریخ ۸۰۸ قمری کتاب‌آرایی گردیده.

## نگارخانه

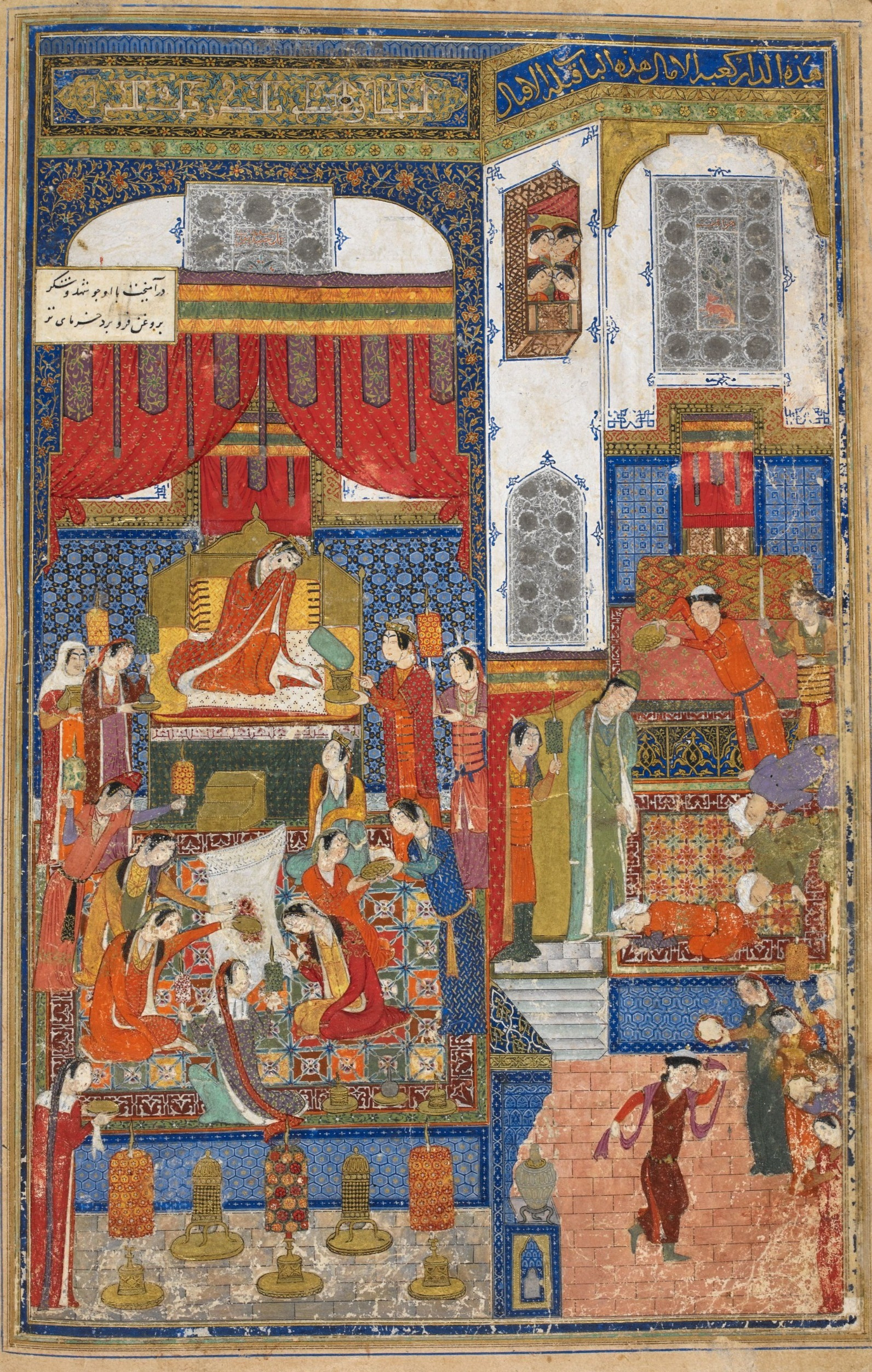
عروسی همای و همایون، درآمیخت با او چو شهد و شکر، به روغن فرو برد خرمای تر
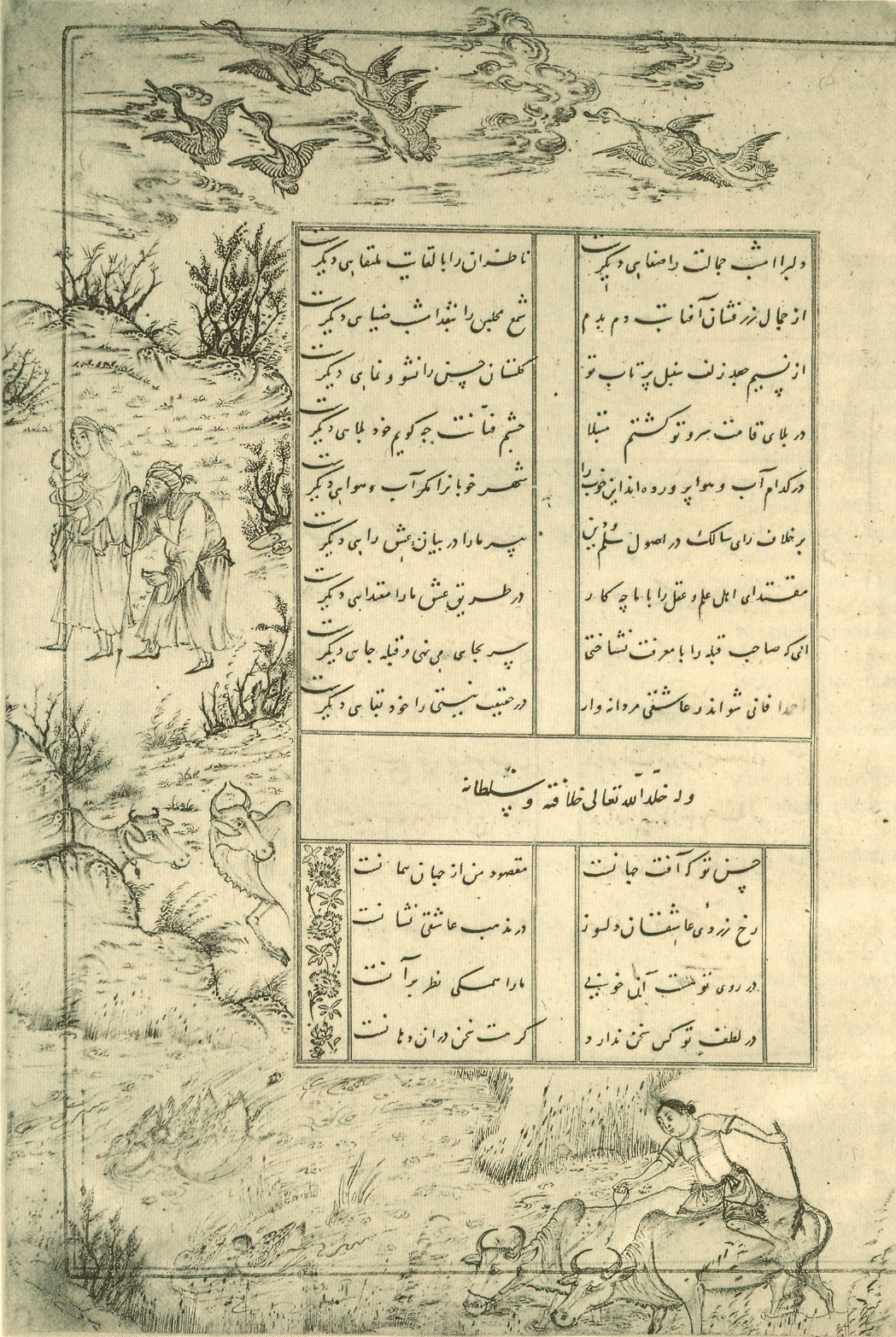
برگی از دیوان سلطان احمد جلایر، به خط میرعلی و نگارهٔ منسوب به عبدالحی
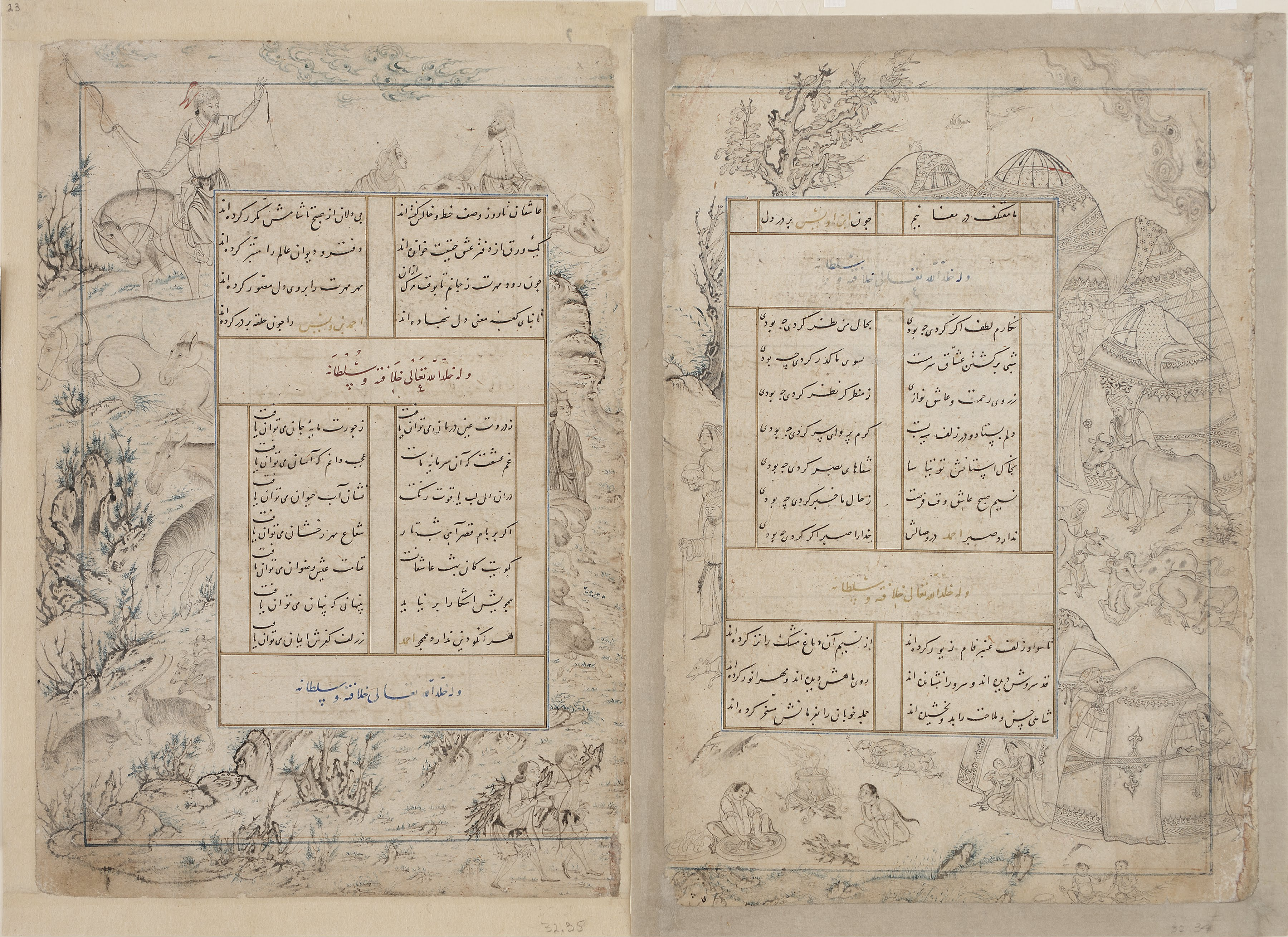
برگی از دیوان سلطان احمد با نگارگری جنید و خوشنویسی میرعلی تبریزی. نگارخانه هنر فریر، واشنگتن